# Kim Possible (2019)
Kim Possible é um filme original do Disney Channel, que estreou a 15 de fevereiro de 2019 nos Estados Unidos,  o filme é  baseado na série animada Kim Possible criada por Mark McCorkle e Robert Schooley
É protagonizado por Sadie Stanley e Sean Giambrone.

## Sinopse
A adolescente heroína Kim Possible e o seu melhor amigo Ron Stoppable embarcam no primeiro ano da escola secundária, tudo enquanto salvam o mundo de vilões malvados.

## Elenco
| Ator/Atriz             | Personagem              | Dobragem            | Dublagem              |
| ---------------------- | ----------------------- | ------------------- | --------------------- |
| Sadie Stanley          | Kim Possible            | Sandra de Castro    | Mariana Evangelista   |
| Sean Giambrone         | Ron Stoppable           | André Raimundo      | Pedro Alcântara       |
| Ciara Riley Wilson     | Athena                  | Raquel Oliveira     | Raquel Carlotti       |
| Todd Stashwick         | Dr. Drakken             | Luís Barros         | Jorge Lucas           |
| Taylor Ortega          | Shego                   | Cristina Cavalinhos | Luiza Porto           |
| Issac Ryan Brown       | Wade Load               | Érica Rodrigues     | Rafael Mezadri        |
| Alyson Hannigan        | Sra. Ann Possible       | Adriana Moniz       | Amazyles de Almeida   |
| Matthew Clarke         | Sr. Possible            | Simon Frankel       | César Marchetti       |
| Patton Oswalt          | Professor Dementor      | Frederico Barata    | Fernando Lopes        |
| Erika Tham             | Bonnie Rockwaller       | Catarina Guerreiro  | Gabriela Milani       |
| Connie Ray             | Vovó Possible           | Isabel Ribas        | Cecília Lemes         |
| Patrick Sabongui       | Dr. Glopman             | Marco Mendonça      | Marcelo Salsicha      |
| Aliza Vellani          | Gossiping Mom           | Bárbara Lourenço    | Maíra Paris           |
| Connor e Owen Fielding | Jim e Tim Possible      | Ana Vieira          | Lorenzo Tarantelli    |
| Michael P. Northey     | Steve Barkin/Sr. Barkin | Luís Lobão          | Mauro Ramos           |
| Maxwell Simkins        | Drakken Criança         | Maria Camões        | Victor Hugo Fernandes |
| Christy Carlson Romano | Poppy Blu               | Marta Mota          | Maíra Paris           |
| Nancy Cartwright       | Rufus                   | Nancy Cartwright    | Guilherme Briggs      |

### Créditos da Dobragem/Dublagem

#### Portugal
| Créditos da Dobragem  | Portugal                                          |
| --------------------- | ------------------------------------------------- |
| Tema de abertura      | "Telefona para me Encontrares" por Soraia Tavares |
| Direção de dobragem   | Paulo B.                                          |
| Tradução de diálogos  | Susana Ramalho                                    |
| Adaptação de diálogos | Paulo B.                                          |
| Dobrado no estúdio    | PTSDI Media                                       |

#### Brasil
| Créditos de dublagem | Brasil                                     |
| -------------------- | ------------------------------------------ |
| Tema de Abertura     | "Chama, Liga" por Mariana Evangelista      |
| Tradução e Adaptação | Denise Simonetto                           |
| Direção de Dublagem  | Thiago Longo (SP) e Duda Espinoza (RJ)     |
| Diretor Criativo     | Ana Lucia Lima                             |
| Diretor Musical      | Cidalia Castro                             |
| Dublado nos Estúdios | TV Group Digital (SP) e Visom Digital (RJ) |